# Kungsängen, Värmdö kommun
Kungsängen är en bebyggelse  i Värmdö kommun. Kungsängen ligger öster om Saltarö, på västra stranden av Älgöfjärden. SCB avgränsade här en småort från år 2000 till 2023.